# Бедренная артерия
Бе́дренная арте́рия (лат. arteria femoralis) — крупный кровеносный сосуд, кровоснабжающий область нижней конечности, в частности бедра. Является продолжением наружной подвздошной артерии (лат. arteria iliaca externa).

## Путь артерии
Появляется бедренная артерия в передней области бедра из сосудистого углубления и ложится сначала в подвздошно-гребешковую борозду, затем идёт в бедренную борозду, оттуда далее поступает в бедренно-подколенный канал (Гунтеров канал, или приводящий канал) через верхнее его отверстие, и выходит в задней области бедра, в подколенной ямке. В верхнем отделе артерия располагается поверхностно, то есть покрыта только листком бедренной фасции. Именно поэтому в этой области отчётливо прощупывается её пульсация. Затем бедренную артерию прикрывает портняжная мышца (лат. musculus sartorius).

## Ветви бедренной артерии
- Поверхностная надчревная артерия (лат. arteria epigastrica superficialis) — артерия, поднимающаяся на переднюю стенку живота, разветвляется в подкожной клетчатке и идёт почти до пупка. Соединяется с верхней надчревной артерией.
- Поверхностная артерия, огибающая подвздошную кость (лат. arteria circumflexa ilium superficialis) — артерия, отходящая общим стволом с предыдущей и направляющаяся к верхней передней подвздошной ости, где она разветвляется в коже, фасции и прилежащих мышцах. Соединяется с глубокой артерией, огибающей подвздошную кость.
- Наружные половые артерии (лат. arteriae pudendae externae) — две или три тонкие ветви, идущие вверх, к наружным половым органам. У мужчин они разветвляются в коже мошонки и называются передними мошоночными ветвями (лат. rami scrotales anteriores). У женщин они разветвляются в больших половых губах и носят название «передние губные ветви» (лат. rami labiales anteriores). Наружные половые артерии отдают 3-4 тонкие паховые ветви (лат. rami inguinales).
- Глубокая артерия бедра (лат. arteria profunda femoris) — крупная ветка бедренной артерии. Начинается на 3-4 сантиметра ниже паховой связки. Она представляет собой главный сосуд, питающий бедро, так как бедренная артерия после отхождения от глубокой бедренной артерии начинает снабжать кровью голень и стопу. Глубокая бедренная артерия лежит сначала латеральнее бедренной артерии, затем идёт позади неё между медиальной широкой мышцей бедра и приводящими мышцами. Её концевая ветвь располагается между большой и длинной приводящими мышцами.
- Мышечные ветви (лат. rr. musculares) направляется к мышцам бедра.
- Нисходящая артерия коленного сустава (лат. arteria genus descendens) отходит выше уровня коленного сустава и перехода бедренной артерии в подколенную артерию. Участвует в образовании артериальной сети коленного сустава (лат. rete articulare genus)[2].

## Галерея

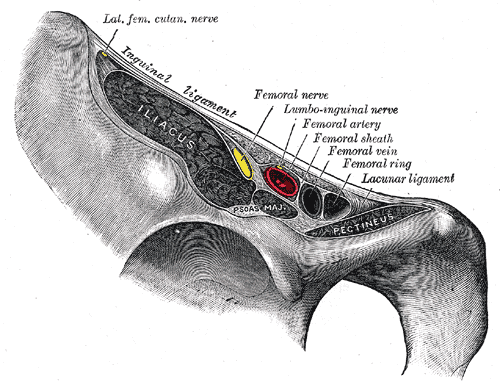
Структуры, проходящие за паховой связкой. (Бедренная артерия обозначена вверху справа)
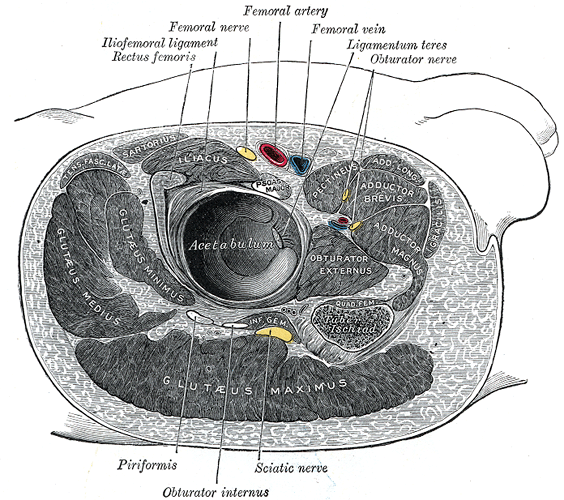
Поперечное сечение, показывающее структуры, окружающие правый тазобедренный сустав
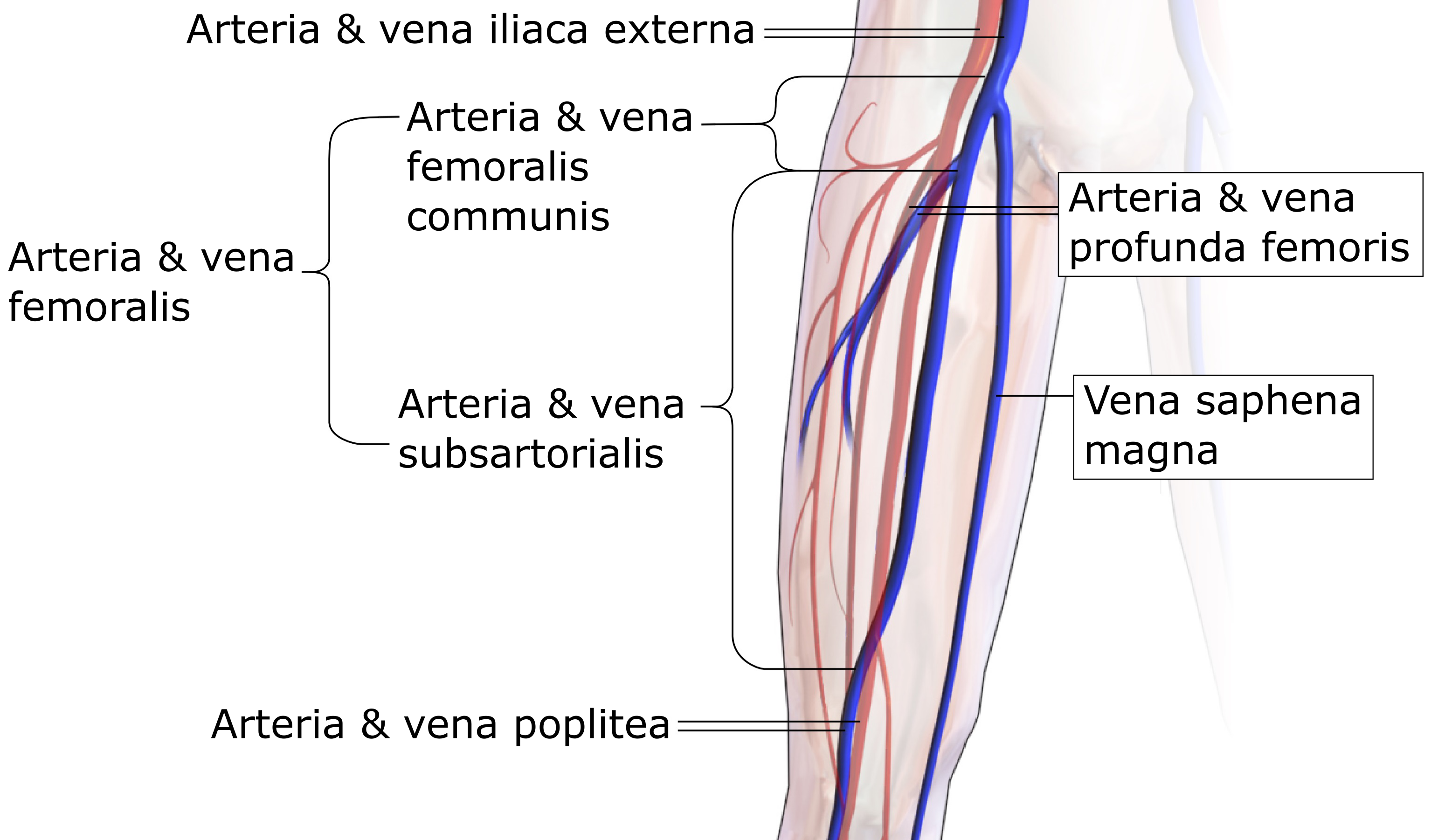
сегменты.
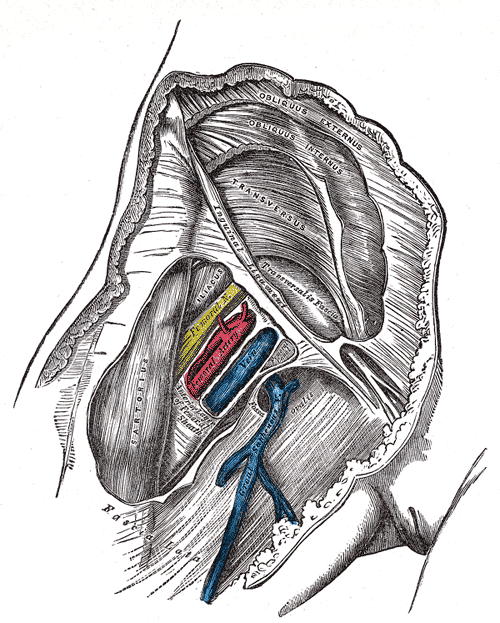
Бедренная оболочка раскрыта, чтобы показать три её отделения
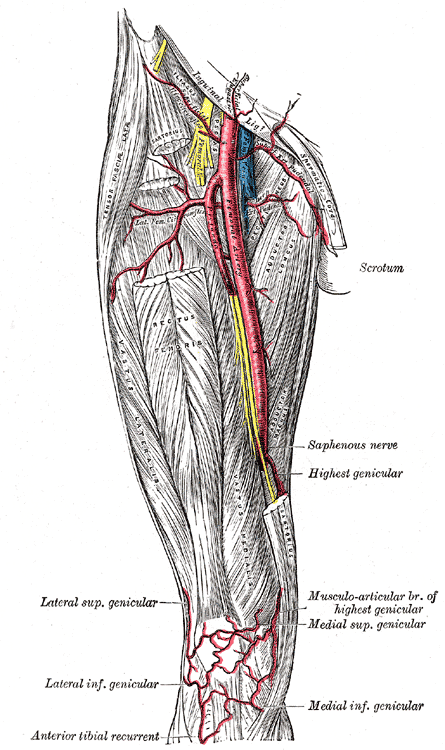
Бедренная артерия
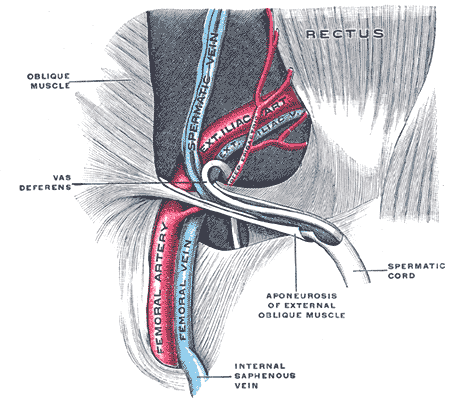
Семенной канатик в паховом канале
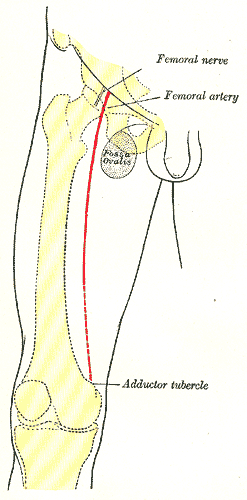
Передняя часть правого бедра с отметинами на поверхности костей, бедренной артерии и бедренного нерва
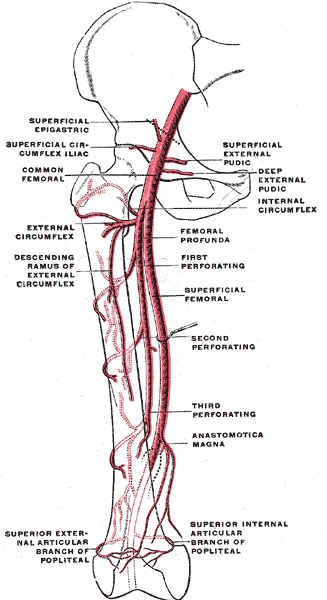
Бедренная артерия и её главные ветви — правое бедро, вид спереди
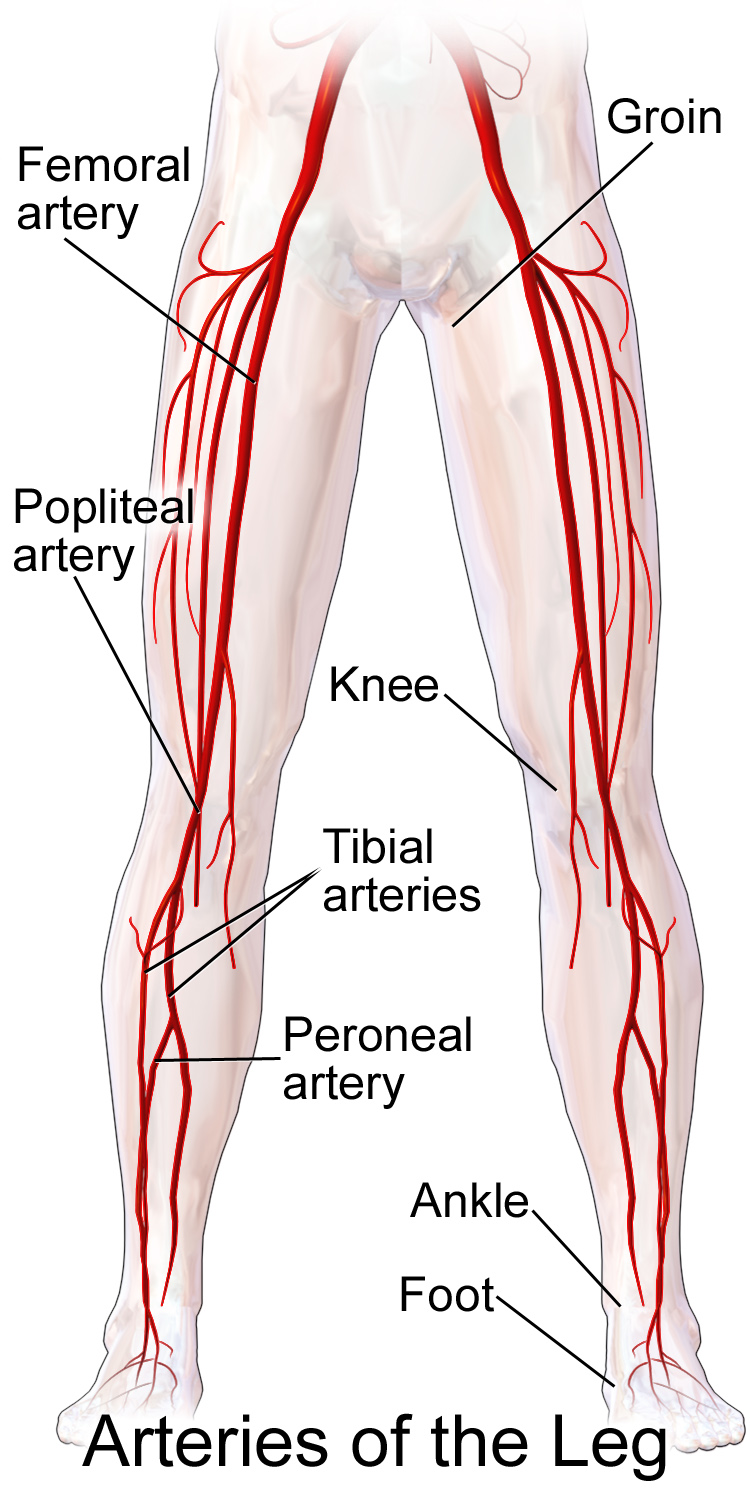
Иллюстрация, изображающая магистральные артерии ног (вид спереди)
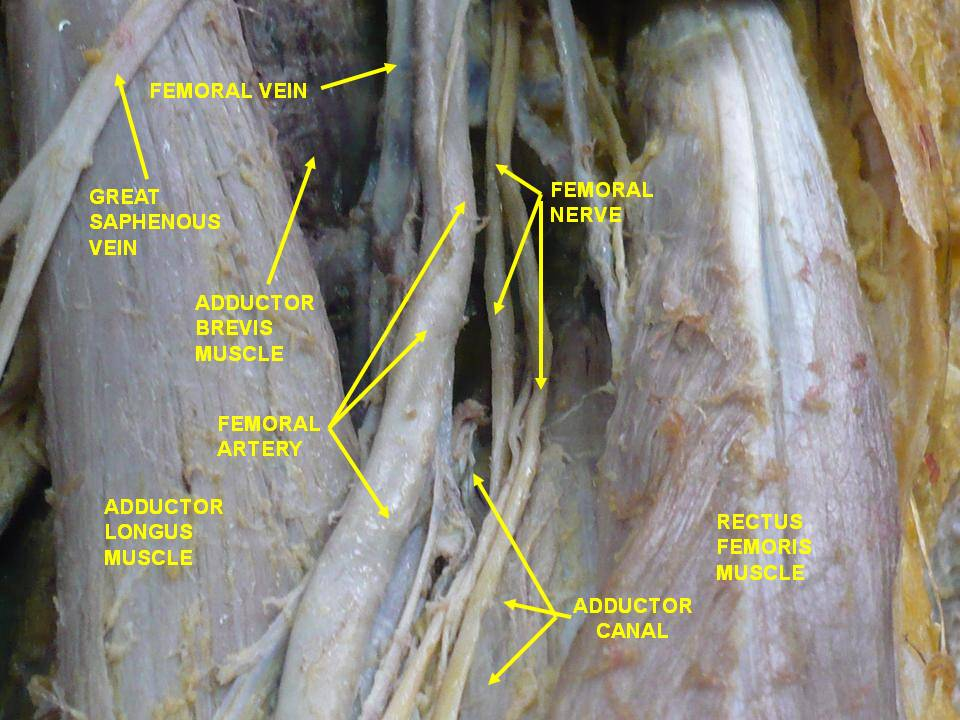
Бедренная артерия — глубокое рассечение